# Raise A Suilen
Raise A Suilen (Eigenschreibweise RAISE A SUILEN) ist eine fiktive Rockband aus dem BanG-Dream!-Universum.

## Geschichte
RAISE A SUILEN fungierte ursprünglich als Begleitband für die zu dem BanG-Dream!-Franchise gehörenden Gruppen, deren Mitglieder keine Instrumente spielen konnten. So übernahmen sie die Instrumente für ein Konzert der Gruppen Afterglow, Hello, Happy World! und Pastel＊Palettes. Am zweiten Tag dieses Konzertes wurde angekündigt, dass die Gruppe unter dem Namen The Third (Beta) nach Poppin’Party und Roselia die dritte Live-Band des Projektes werden wird. In einem Interview, welches Bushiroad-Gründer Takaaki Kidani im Jahr 2018 mit Real Sounds führte, erklärte er, dass er ungern eine Band mit männlichen Mitgliedern für frauenbezogenes Projekt engagieren wolle, was zur Gründung dieser Gruppe führte. Kidani hatte mit der Gründung dieser Gruppe die Vorstellung einer weiblichen Version von One Ok Rock im Hinterkopf und gab der Gruppe daher mehr Freiraum als bei den anderen beiden Gruppen Poppin’Party und Roselia.

Logo von The Third (Beta)

Ihr erstes Konzert gab die Gruppe unter dem Projektnamen The Third gemeinsam mit Poppin’Party und Roselia. Die erste Besetzung bestand aus Sängerin Raychell, die zudem E-Bass spielt, der Keyboarderin Reo Kurachi, der Schlagzeugerin Natsume und Sae Ōtsuka von Poppin’Party als Gast-Gitarristin. Ihre jetzige Gitarristin Riko Kohara wurde nach der Herausgabe der Debütsingle R.I.O.T bekannt gegeben. Diese erschien am 12. Dezember 2018 gemeinsam mit den Singles Kizuna Music♪ von Poppin’Party und Brave Jewel von Roselia. R.I.O.T erreichte den sechsten Platz in den japanischen Singlecharts von Oricon.
Am 12. Mai 2018 war The Third Eröffnungs-Band des BanG Dream! 5th☆Live, dass in der Makuhari Messe stattfand. Am 17. Juli spielte die Band ein Konzert im Akasaka Blitz. Im Rahmen dieses Auftrittes wurde Risa Tsumugi als DJ und Produzentin in die Gruppe aufgenommen. Auch erhielt die Gruppe an diesem Tag ihren heutigen Namen, RAISE A SUILEN. Im November 2018 absolvierte die Band ihr erstes Konzert außerhalb Japans im Rahmen der CharaExpo in Anaheim, Kalifornien. Im Rahmen des BanG Dream! 6th☆Live, welches am 7. Dezember 2018 im Ryōgoku Kokugikan ihr erstes offizielles Konzert unter ihrem heutigen Namen und in ihrer heutigen Besetzung.
Am 20. Februar 2019 erschien mit Declaration of ××× die zweite Single der Gruppe zusammen mit sechs weiteren Single-Veröffentlichungen der übrigen Gruppen des Franchise. Zwei Tage darauf spielte RAISE A SUILEN im Nippon Budōkan. Dabei wurde die Gruppe bei ihrem Genesis-Auftritt von Miku Itō, Ami Maeshima, Sachika Misawa, Suzuko Mimori und von Argonavis des Ablegers Argonavis from BanG Dream! unterstützt. Am 19. Juni 2019 erschien Invincible Fighter die dritte Single, dessen Stücke als Titelmusik für die Anime-Umsetzung Cardfight!! Vanguard: Highschool Arc Cont genutzt wurde. Im Jahr 2020 sollte die Gruppe mit Sacred World zudem das Lied im Vorspann zur Animeserie Assault Lily Bouquet interpretieren.
Ihr erstes eigenständiges vom Franchise unabhängiges Konzert absolvierte die Band am 13.–14. Juli 2019 in der World Memorial Hall, wobei Itō, Maeshima und Ōtsuka Gastauftritte hatten. Im Laufe des Jahres sollte die Gruppe weitere Konzerte bestreiten, darunter auf dem Debüt-Livekonzert des Bushiroad-Franchises D4DJ, dem Animelo Summer Live, auf dem Aso Rock Festival, dem Mag Rock Festival und dem Animax Music 2019 in Kōbe. Am 30. November und 1. Dezember 2019 spielte RAISE A SUILEN ein gemeinsames Konzert mit Roselia unter dem Titel Rausch und/and Craziness in der Makuhari Messe; Ein zweites Konzert unter dieser Bezeichnung fand Anfang Februar 2020 in der Ecopa Arena statt. Das letzte Konzert des Jahres 2019 fand am 29. Dezember im Line Cube Shibuya statt.
Am 22. Januar 2020 brachte RAISE A SUILEN mit Drive Us Crazy die vierte Single auf den Markt und stieg umgehend auf Platz fünf der japanischen Charts ein. Seit April 2020 moderieren Tsumugi und Kurachi die Varietyshow Radio R.I.O.T. Ihr Debütalbum ERA wurde für den 19. August 2020 angekündigt.
Am letzten Tag ihres dreitägigen Live-Streaming-Events auf YouTube im Juni 2020 kündigte die Gruppe ihre neue Single Reigning an, die speziell für das Bühnenspiel We are RAISE A SUILEN – BanG Dream! The Stage geschrieben wurde. Das Stück sollte ursprünglich zwischen dem 15. und 19. Juli 2020 aufgeführt werden, allerdings wurden die Termine aufgrund der COVID-19-Pandemie in Japan abgesagt und sollten zunächst zu einem späteren Zeitpunkt nachgeholt werden. Zwischenzeitlich wurde angekündigt, dass das Bühnenspiel wie geplant vom 15.–19. Juli unter Ausschluss der Öffentlichkeit stattfinden und als Stream im Internet gezeigt werde.
Am 22. und 23. August 2020 absolvierten RAISE A SUILEN zwei Konzerte im Rahmen des dreitägigen Live-Events The Depths and Special Live ~Summerly Tone♪~, welches auf dem Gelände des Fuji-Q Highland Conifer Forest ausgetragen wurde. Gemeinsam mit Roselia und Poppin’Party traten RAISE A SUILEN auf dem Songs of Tokyo Festival auf, welches am 10. und 11. Oktober 2020 im Studiogebäude des japanischen Fernsehsenders NHK World-Japan aufgezeichnet und am 25. Oktober gleichen Jahres im Fernsehen gezeigt wurde. Es wurde angekündigt, dass das Rausch/Craziness-Konzert mit Roselia eine zweite Auflage erhalten werde und bereits im Dezember 2020 ein Online-Event unter dem Titel Rausch und/and Craziness -interlude- abgehalten wird.
Die siebente Single Exist, welche am 21. April 2021 erscheint, ist im Vorspann der Anime-Fernsehserie Joran: The Princess of Snow and Blood zu hören in der Sängerin Raychell ebenfalls eine Sprechrolle innehat. Zudem singt die Gruppe mit Embrace of Light das Lied im Abspann.
Am 22. März 2023 trat die Gruppe als musikalischer Gast auf dem Jubiläumskonzert der fiktiven Sängerin Suisei Hoshimachi auf.

## Mitglieder

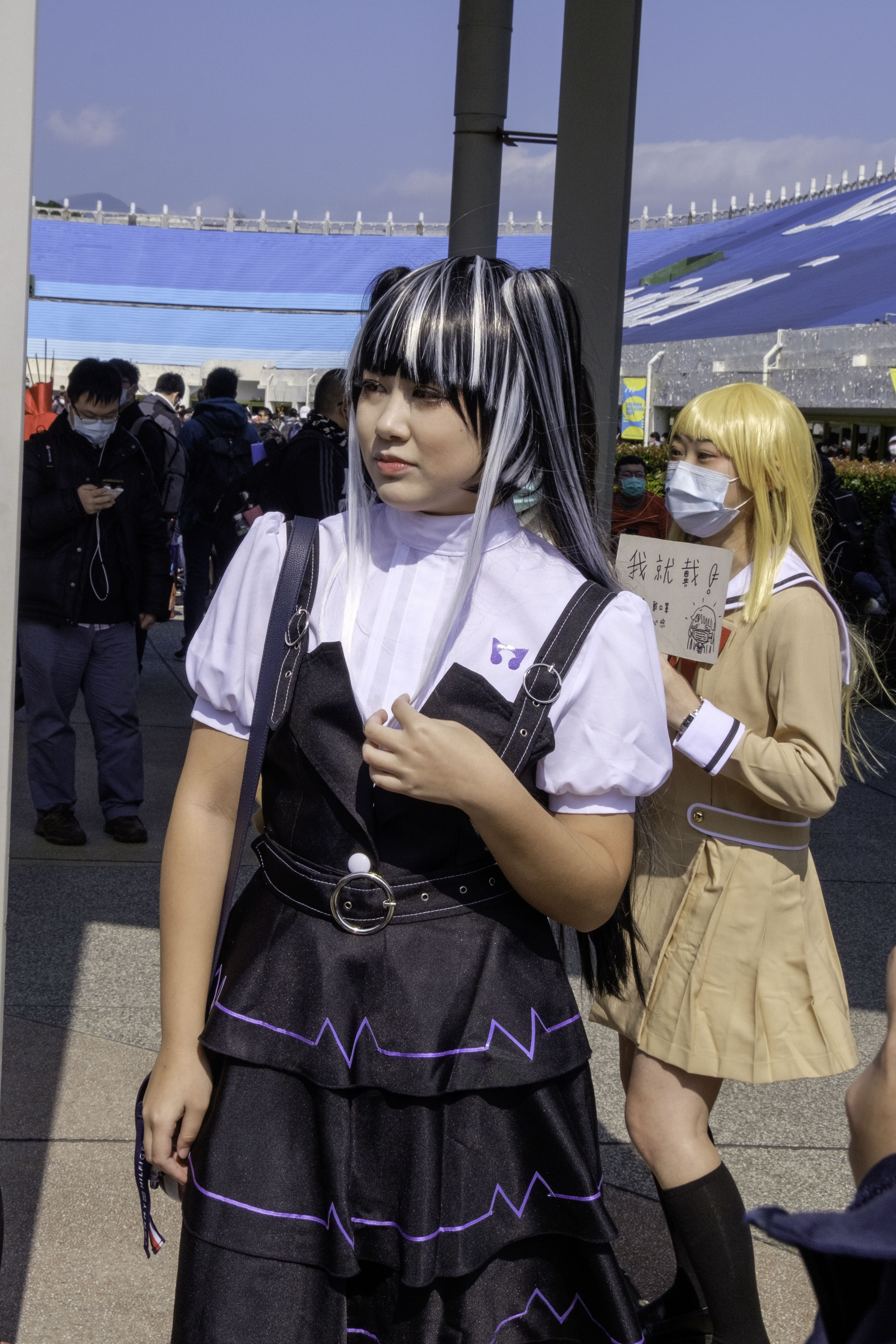
Eine Cosplayerin als PAREO von RAISE A SUILEN, 2020.

- Raychell (Rei „Layer“ Wakana, Gesang, E-Bass, seit 2018): Vor ihrem Einstieg in das BanG-Dream!-Franchise hatte Raychell keinerlei Erfahrung im Synchronsprechen. Sie war zwischen 2010 und 2013 als Solo-Musikerin unter dem Namen „Lay“ aktiv. Im Jahr 2017 sang sie das Lied im Abspann zur Anime-Fernsehserie Cardfight!! Vanguard G: NEXT. Kidani, der Gründer von Bushiroad und Schöpfer von BanG Dream! kam auf sie zu und fragte sie an, ob sie sich an einer Begleitband für dieses Franchise interessiert zeige. Sie, Natsume und Sae Ōtsuka waren vor dem Einstieg in das Projekt allesamt bei der Talentagentur Ace Crew Entertainment unter Vertrag.[2]
- Riko Kohara (Rokka „Lock“ Asahi, E-Gitarre, seit 2018): Riko Kohara trat der Gruppe zu deren The Third (Beta) 1st Live bei.[5] Sie lernte erst im Alter von 18 Jahren E-Gitarre zu spielen und besuchte eine Musikschule.[34] Kohara war Mitglied der fiktiven Band The Sketchbook aus der Anime-Fernsehserie Sket Dance, die von 2011 bis 2015 bestand.[35][36]
- Natsume (Masuki „Masking“ Satō, Schlagzeug, seit 2018): Masuki Satō ist Natsumes erste Rolle als Synchronsprecherin. Sie spielt seit der Oberschule Schlagzeug. Auf der ESP Gakuen, einer Berufsbildenden Schule, gründete sie mit ihren dortigen Klassenkameraden einer Schülerband.[2] Nach einem Auftritt zum zehnjährigen Jubiläum von Bushiroad wurde sie von Kidani in das BanG-Dream!-Franchise integriert.[3]
- Reo Kurachi (Reona „Pareo“ Nyūbara, Keyboard, seit 2018): In ihrer Kindheit lernte Kurachi Piano zu spielen. Ihr Interesse am Synchronsprechen wurde durch die Serien K-On! und Fullmetal Alchemist geweckt, sodass sie im Jahr 2016 bei der Agentur S Inc. unterkam und seither als Synchronsprecherin arbeitet.[37]
- Risa Tsumugi (Chiyu „CHU2“ Tamade, Produzent, DJ, seit 2018): Tsumugi wurde auf dem zweiten Konzert der Gruppe im Akesaka Blitz als Mitglied der Band vorgestellt.[8] Inspiriert durch Aya Hiranos Sprechrolle in der Anime-Fernsehserie Suzumiya Haruhi no Yūutsu begann Tsumugi selbst eine Karriere als Synchronsprecherin.[38] Tsumugi spricht aufgrund ihrer Bildung außerhalb Japans fließend englisch. Kidani integrierte sie in das Projekt, da er in ihr die Möglichkeit sieht das Franchise zu einem internationalen Wachstum zu verhelfen.[3] Ihr Charakter CHU2 ist zweisprachig und verwendet regelmäßig englische Wörter in ihren Sätzen.[38]

## RAISE A SUILEN innerhalb des BanG-Dream!-Franchise
RAISE A SUILENs fiktive Bandmitglieder wurden während des BanG Dream! 6th☆Live vorgestellt. Der Anime-Streamingdienst HiDive beschreibt die Band als „eine vielseitige Mischung aus Ästhetik, die den verrückten Stilmix ihrer Musik“, die auch Einschübe des Electronic Rock aufweist, widerspiegelt.
Innerhalb der Animeserie taucht die Gruppe ab der zweiten Staffel auf. Chiyu Tamade gründet diese nachdem ihre Offerte, als Produzentin bei Roselia einzusteigen von deren Sängerin Yukina Minato abgelehnt wurde, um sich an ihr und ihre Band zu rächen. Teil dieses Unterfangens war zudem die Inklusion von Tae Hanazono von Poppin’Party. In der dritten Staffel ist RAISE A SUILEN das Hauptaugenmerk der Serie. Im Handyspiel ist die Band seit dem 10. Juni 2020 spielbar.
Seit Januar 2019 erscheint ein Manga von Kō Nakamura und Ryū Shihara im Monthly Bushiroad unter dem Titel RAiSe! The story of my music.